# Littératie numérique

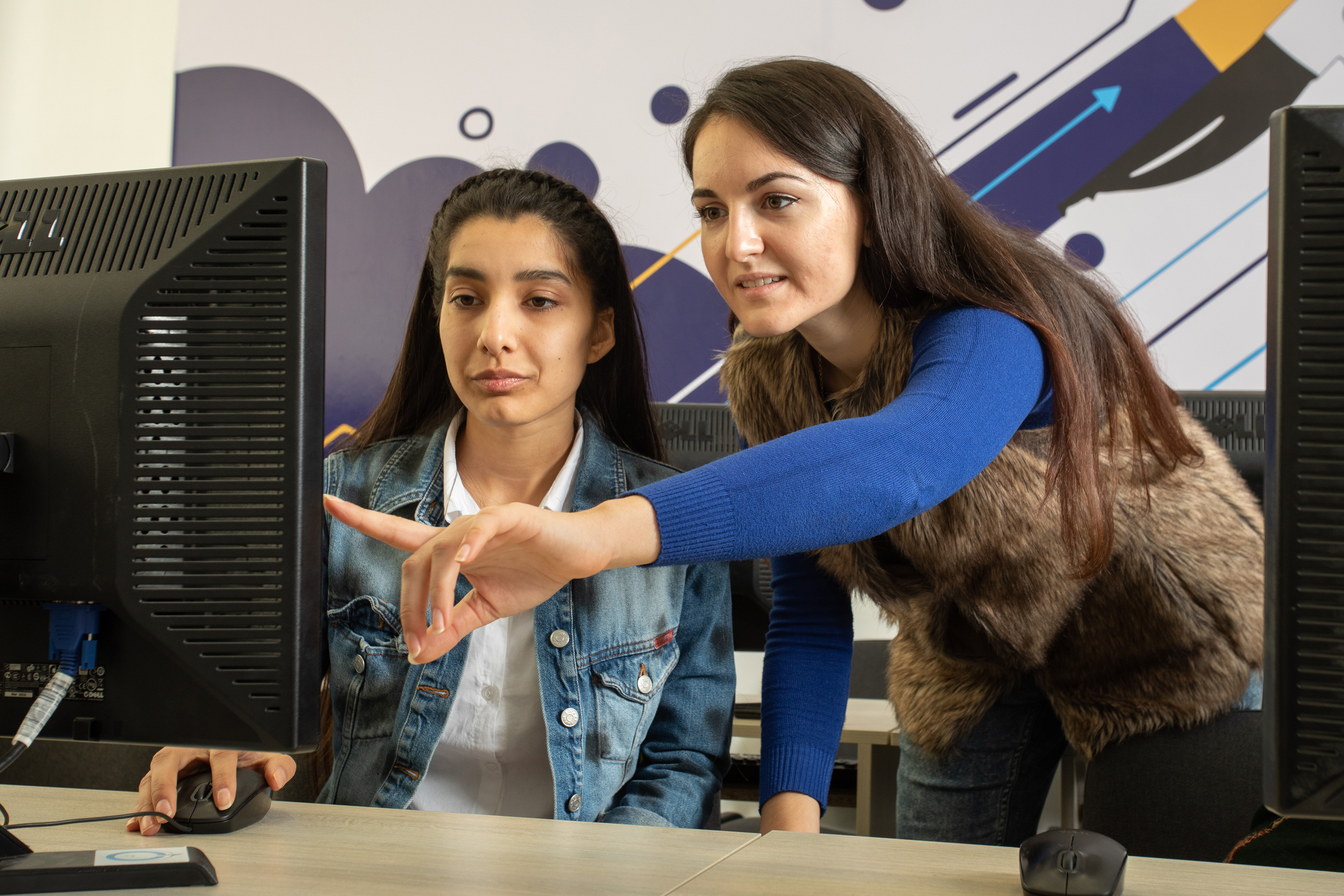
Un cours d'informatique.

La littératie numérique résulte de la juxtaposition des termes « littératie » et « numérique ». 
Elle se définit en deux temps. La littératie est définie par l'OCDE comme étant « l'aptitude à comprendre et à utiliser l'information écrite dans la vie courante, à la maison, au travail et dans la collectivité en vue d'atteindre des buts personnels et d'étendre ses connaissances et ses capacités ». Le terme « numérique » est un terme polysémique. Il recouvre plusieurs notions : l'informatique, la technologie, l'information, le visuel et la communication.
La littératie numérique s'apprécie comme la capacité d'un individu à participer à une société qui utilise les technologies de communication numériques dans tous ses domaines d'activité. La littératie numérique se développe notamment par l'éducation au numérique, qui se distingue de l'éducation par le numérique.

## Définitions

### Quelques tentatives
Tibor Koltay a travaillé sur le concept de littératie numérique dans son article The media and the literacies: media literacy, information literacy, digital literacy. Il introduit la littératie numérique avec une définition de Paul Gilster (1997). La littératie numérique serait la capacité à comprendre et à utiliser l'information provenant de sources numériques sans se préoccuper des « listes de compétences», souvent critiquées comme étant restrictives. Ces listes de compétences comprennent les recherches sur Internet, la navigation hypertexte, le regroupement de connaissances et l’évaluation de contenu (Bawden, 2001). 
Tibor Koltay aborde la définition de Martin (2006) selon laquelle « la littératie numérique serait la connaissance, l'attitude et la capacité à utiliser des outils et installations numériques pour identifier, accéder, gérer, intégrer, évaluer, analyser et synthétiser des ressources numériques, construire de nouvelles connaissances, créer des expressions médiatiques et communiquer avec les autres, dans le contexte de situations de vie spécifique, afin de permettre une action sociale constructive ; et de réfléchir à ce processus ». Cette définition renvoie au sens large de la littératie numérique en incluant le rôle des médias. La littératie numérique a aussi un sens plus restreint selon lequel elle désigne exclusivement l’utilisation efficace des technologies de l’information et de la communication (TIC).
La définition de David Bawden (2001) se concentre sur un trait distinctif de la littératie numérique. Selon lui, la littératie numérique englobe la présentation de l’information, sans nuire à l’écriture créative et à la visualisation de l'information. Elle concerne l’évaluation de l’information sans prétendre à une analyse systématique ni à une méta-analyse. Elle inclut l’organisation de l’information, mais ne revendique pas la construction et le fonctionnement des terminologies, taxonomies et thésaurus.
Pour Tibor Koltay, il est important de limiter la comparaison de la littératie numérique à la littératie médiatique et à la littératie informationnelle. La littératie numérique est composée de différentes littératies. Il n’y a donc pas de raisons de la comparer à d’autres littératies.
Béatrice Drot-Delange estime que la définition de la littératie numérique dépend des objectifs qui lui sont assignés. Il n’y a pas d’accord sur la définition. Les auteurs qui se sont penchés sur le sujet parlent de continuum de compétences, de métaphore ou de mode de pensée.
En définissant la littératie numérique comme étant un continuum de compétences, les auteurs distinguent deux extrêmes concernant les finalités de la littératie numérique. D’un côté, on retrouve le fait d’enseigner la programmation et de faire de l’informatique. De l’autre, on distingue soit l’acquisition de compétences critiques nécessitant une connaissance générale des ordinateurs et de leurs usages, soit les enjeux sociétaux de l’informatique, soit un mélange des deux, qui demande une connaissance et un usage de l’informatique en tant qu’aide à la résolution de problèmes tout en incluant des aspects sociaux.
Certains auteurs définissent la littératie numérique comme une simple métaphore. Ils considèrent l’informatique comme un savoir fondamental et universel, comme le sont l’écriture et la lecture. Cette approche est critiquée. Selon Harvey (1983), il n’existe pas de compétences informatiques universellement valables. Goodson et Mangan (1996) rejoignent Harvey dans le champ des critiques. Pour eux, la littératie numérique comme simple métaphore aurait davantage sa place dans un registre idéologique puisqu’elle formerait des consommateurs habiles à manipuler l’informatique plutôt que des citoyens.
D’autres auteurs considèrent la littératie numérique comme étant un nouveau mode de pensée. Ils supposent «qu’à l’instar de l’écriture qui amène de nouveaux modes de pensée, il en serait de même pour l’informatique”. Dans les années 1990 à 2000, ce nouveau mode de pensée est à comprendre comme une pensée algorithmique, c’est-à-dire l’apport de l’informatique à la résolution de problèmes dans d’autres disciplines. Cette pensée algorithmique est au cœur du rapport du NRC à la fin des années 1990 qui considère la pensée algorithmique comme un atout pour les personnes éduquées, comme clé de la compréhension de plusieurs aspects des technologies de l’information et où l’écriture de programme est pédagogiquement incontournable. À partir des années 2010, ce nouveau mode de pensée est à comprendre comme une pensée informatique. Cette vision prend racine dans des textes plus anciens. Papert (1981) recommande l’apprentissage d’un langage de programmation comme moyen d’enseigner aux enfants à penser. Toutefois, « il déplore l’absence de réflexion sur les choix des langages de programmation, conçus par des industriels pour des professionnels, qui ne répondent pas aux besoins des enfants dans le projet pédagogique tel qu’il le conçoit, alors même que ce « langage utilisé colore fortement une culture informatique ». Le rapport du CSTA (2011) envisage la pensée informatique comme une approche pour résoudre des problèmes que l’on peut mettre en œuvre avec un ordinateur. Selon Wing (2010), la pensée informatique renvoie à un savoir fondamental pour tous, véhiculé par les technologies numériques. Elle dépasse la capacité à savoir programmer. Un rapport des industriels de l’informatique (BCS, Microsoft, Google et Intellect, 2012) envisage la pensée informatique comme de « nouvelles lunettes à travers lesquelles nous regarder ainsi que notre monde ».

### Littératie numérique et ses composantes
Allan Martin et Jan Grudziecki (2006) ont constaté que la littératie numérique s’est développée parallèlement à l’essor de différentes innovations technologiques et des relations que les individus entretiennent avec ces dernières. Les besoins, les compétences et les domaines d’application des individus varient suivant l’évolution continue des innovations technologiques. Ils identifient plusieurs sous-catégories de la littératie numérique en fonction des besoins des individus vis-à-vis des innovations technologiques.

#### Littératie informatique
Également connue sous le nom de IT ou computer literacy en anglais, elle a été identifiée comme un besoin depuis la fin des années 1960. Cette littératie est passée par trois phases d’évolution. Premièrement, la phase de maîtrise, correspondant au début du développement des sciences de l’informatique.  L’ordinateur est considéré comme une machine puissante destinée à des initiés. Concernant la littératie, l’accent est mis sur les connaissances et les compétences pour pouvoir la maîtriser. Ensuite vient la phase d’application, à la fin des années 1980, avec le développement des interfaces graphiques permettant un usage de masse des ordinateurs, pour le travail, mais aussi pour les loisirs. La littératie se concentrait sur l’utilisation de ces nouveaux logiciels et la définition de la littératie informatique portait davantage sur des compétences que des savoirs de spécialistes. Enfin, la phase réflexive s’est développée après l’émergence de jeunes étudiants ayant amené des innovations technologiques majeures depuis les années 1960. Il y a eu une prise de conscience que les pédagogies devaient avoir une vision plus large que la simple maîtrise technique et qu’il fallait se doter d’une approche plus critique, réflexive et basée sur l’évaluation. La notion de méta-compétence est introduite dans le concept de la littératie informatique.

#### Littératie technologique
Cette forme de littératie a émergé dans les années 1970 en réponse à deux enjeux différents. D’un côté, la prise de conscience du danger associé au développement des technologies pour les individus et l’environnement. De l’autre, certains se sont rendu compte de l’avantage comparatif pour les travailleurs de pouvoir évoluer avec les connaissances technologiques à travers les différents pays. L’ambivalence de ces deux enjeux a donné naissance à une définition floue, issue d’un mariage entre une approche basée sur les compétences, alors que l’autre approche a une portée plus académique.

#### Littératie informationnelle
La littératie informationnelle a émergé aux États-Unis à la fin des années 1980. Dans un contexte pré-digital, de nouveaux besoins en termes de bibliographie sont apparus dans les bibliothèques académiques. Cette littératie a influencé de nombreux bibliothécaires à travers le monde, à tel point que l’UNESCO a organisé une réunion avec des experts pour mettre l’accent sur les nouveaux besoins dans une société de l’information.

#### Littératie visuelle
Ce type de littératie s’est développé en lien avec les critiques d’art, l’éducation artistique. La littératie visuelle se concentre sur la manière dont les artistes utilisent des connaissances techniques basées sur la communication visuelle. Le développement de nouveaux outils permet l’émergence de nouveaux talents visuels plus instruits. Ces processus sont également appropriés par des non-initiés.

#### Littératie communicationnelle
La littératie communicationnelle souligne l’importance de la communication entre les humains. La communication est considérée comme une activité humaine basique et comme un attribut personnel, que ce soit de manière orale ou digitale.

### Formes de la littératie numérique
Selon Yoram Eshet-Alkalai, la littératie numérique implique davantage que la simple capacité à utiliser des dispositifs numériques. Elle englobe de nombreuses compétences : cognitives, motrices, sociologiques et émotionnelles. Celles-ci sont nécessaires pour évoluer efficacement dans des environnements numériques.
Yoram Eshet-Alkalai propose son propre cadre conceptuel de la littératie numérique. Selon lui, ce cadre théorique permet une meilleure compréhension des compétences requises et fournit des directives précises pour créer des environnements numériques orientés vers l’apprenant. 
Il propose 5 types de littératie numérique.

#### Photo-visual literacy
La photo-visual literacy permet de décoder et comprendre facilement les messages visuels. Les personnes qui développent la photo-visual literacy ont une bonne mémoire visuelle et un mode de pensée intuitif-associatif. La littératie synchronique est une littératie sous-jacente à la littératie photo-visuelle. Il existe des environnements multimédias interactifs où du texte, du son et du mouvement sont représentés de manière synchronisée. Ce type d’environnement a permis le développement de la littératie synchronique, basée sur la stimulation synchronisée de l’apprenant par différents moyens multimédias.

#### Reproduction literacy
La reproduction literacy est la capacité à créer un travail ou une interprétation significative, authentique et créative en y intégrant des informations existantes indépendantes (Gilster, 1997 ; Labbo, Reinking & McKenna, 1998). Depuis l’invention de l’imprimerie (Gutenberg, 1455) et des logiciels de traitement de textes numériques (Benjamin, 1994), la capacité humaine à reproduire et distribuer de la connaissance a évolué. Au fur et à mesure des évolutions, de nouveaux horizons pour les chercheurs et les artistes ainsi que de nouveaux critères d’originalité, de créativité et de talent ont vu le jour, ce qui suscite le débat autour de la question du plagiat et de l’originalité. 

#### Branching literacy
La branching literacy est la capacité à développer un système de pensées multidimensionnel, ce qui induit un bon sens de l’orientation dans le cyberespace. Ce type de littératie a vu le jour à la suite de l’évolution de l’environnement informatique. L’environnement moderne hypermédia a offert aux utilisateurs beaucoup de liberté concernant leur navigation dans l’environnement informatique. Ce changement a conduit la nécessité de construire de la connaissance à partir de beaucoup d’informations indépendantes, accessibles de manière non linéaire.

#### Information literacy
L'information literacy englobe les compétences cognitives utilisées par les consommateurs pour évaluer l’information de manière instruite et efficace. L'information literacy fonctionne comme un filtre (Glister, 1997 ; Minkel, 2000). D’une part, elle permet l’identification des informations biaisées, erronées et non pertinentes. D’autre part, elle prévient leur infiltration dans les systèmes de considération des apprenants.

#### Socio-emotional literacy
La socio-emotional literacy est la capacité à tirer profit des avantages de la communication digitale et à éviter les « pièges du cyberespace ». Elle implique les aspects sociologiques et émotionnels du travail dans le cyberespace. Le cyberespace est une jungle de communications humaines, regroupant une infinité d’informations, vraies et fausses, honnêtes et malhonnêtes, basées sur de la bonne ou de la mauvaise foi. L’activité dans le cyberespace peut être risquée pour des utilisateurs immatures et innocents qui ne comprennent pas son fonctionnement et les codes qui l’entourent.
Real-time thinking literacy
La real-time thinking literacy la capacité à traiter rapidement et efficacement la grande quantité de stimulus issus des technologies digitales (textes, son, vidéo, notifications, etc.) mais également l’exécution de tâches simultanées et de changer de tâches (task switching)

## Éducation

### Inégalités (fracture numérique)

#### Lutter contre ces inégalités
Le concept de fracture numérique vient de l'expression anglaise digital divide développée aux États-Unis à la fin des années 1990 pour désigner l’écart des personnes qui bénéficient de l’accès aux technologies de l'information et des communications et ceux qui en sont privés. Notre époque est celle du numérique ; l’utilisation du numérique est une condition essentielle à une bonne intégration économique, sociale et culturelle. C’est dans ce contexte que la réduction de cet écart va devenir un enjeu important.
Au départ, les premières recherches considéraient uniquement la fracture numérique comme étant le fossé entre les individus qui n’avaient pas (matériellement) accès aux TIC et ceux qui y avait accès. À partir de 1998, les inégalités d’accès au niveau des connaissances et des compétences sont prises en compte. Comme le souligne Le Guel, la fracture numérique ne se définit pas uniquement en termes d'accessibilité numérique car il faut également considérer les inégalités d’usage, désignées comme les différences dans l’aptitude des individus à utiliser l’internet, encore appelées skills gap. Il existe donc diverses manières d’appréhender ce concept de fracture. Les « fractures numériques » désignent autant les inégalités d’accessibilité matérielle aux TIC que les inégalités sociales liées à l’usage des TIC.
La démocratisation de l’accès aux TIC n’engendre pas pour autant plus d’égalité. Malgré la tentative de pallier le manque d’accès matériel aux TIC, l’apparition de nouvelles inégalités surgit autour des modes d’usages de ceux-ci ; on parle alors de « fracture dans la fracture ». Réduire les inégalités sociales découlant des TIC nécessite une palliation du déficit en termes d’équipement et de connexion. Le manque de compétences et de connaissances cognitives des utilisateurs demande également de l’attention dans ce processus de démocratisation.
C’est dans cette optique que la question de la littératie informationnelle est devenue une priorité pour le développement au sein des organisations internationales afin de résorber cette disparité importante particulièrement entre le Nord et le Sud. Des recherches récentes en sciences sociales critiquent ouvertement la posture réductrice de la fracture numérique dont les théories sont fortement monopolisées par le discours académique des Occidentaux teinté de leur position privilégiée de natifs numériques. La fracture numérique résulte ainsi d’un modèle discriminatoire de la société d’information favorisant la domination du discours occidental. Comme l’explique également Bonjawo, la seule solution viable afin de contrer la fracture numérique sur le continent africain est d’adopter une approche plus inclusive ; où l’action des Africains ne se limite pas à celui de n’être que des consommateurs numériques. Ces derniers doivent impérativement s'approprier les TIC pour donner la possibilité aux particularismes locaux de s'exprimer. 
Une autre dimension à prendre en compte est celle de la motivation (volontariat). Utiliser les TIC peut venir d’un intérêt ou non à ce domaine. Il y a donc des facteurs qui dépendent de variables socio-démographiques (âge, sexe, statut, niveau d’éducation).
Il faut pouvoir faire la distinction entre différences et inégalités au niveau de l’accès aux TIC et à leurs usages. Certaines personnes utilisent peu internet, car c’est leur choix (différence) et non parce qu’ils sont « victimes » d’une discrimination ou d’une exclusion sociale (inégalités).
Afin de lutter efficacement contre ces inégalités, il existe deux dispositifs centraux dans ce programme de lutte contre la fracture numérique : les espaces publics numériques (EPN) et les programmes de formation aux TIC.
En Belgique, un EPN est une structure d’accueil, d’accompagnement et d’aide à la réalisation de projet. Il s’agit d’endroits ouverts à tous, où se trouvent des ordinateurs, qui ont pour but la réalisation d’activités informatiques et la navigation sur internet, accompagné d’animateurs. Ce sont aussi des lieux initiateurs à l’informatique, de recherche (de logement ou d’emploi par exemple) et ouverts aux publics fragilisés. Les EPN sont différents des points d’accès publics à internet (PAPI) et des points d’accès commerciaux (les cybercafés par exemple). Les EPN sont des lieux d’apprentissage collectif, des lieux de socialisation, etc. On y retrouve des activités variées et adaptées aux besoins de chacun. Des programmes individuels ou collectifs. L’objectif est d’acquérir des savoir-faire précis liés au quotidien des utilisateurs.
La Région wallonne est pionnière en la matière puisqu’elle lance en 2005 un programme de développement des EPN. Une charte est établie en 2007 et accorde des labels aux EPN qui respectent certains principes comme la disponibilité, l’ouverture aux publics précarisés, l’organisation de l’accompagnement et de la formation, la participation aux activités du réseau,,.
On rencontre un problème en Flandre et à Bruxelles. Ces initiatives d’accueil, d’accompagnement et d’aide manquent de visibilité et ne sont pas assez exploitées. Soit ces lieux sont neutres, soit ils sont intégrés dans des structures associatives à vocation sociale.
Au-delà des EPN, on retrouve également les formations aux TIC. Il en existe différents types : les formations à vocation professionnelle (destinées à des travailleurs ou des demandeurs d’emploi), les formations préqualifiantes (permettant à des groupes défavorisés de s’intégrer dans quelque parcours de formation), les formations aux compétences numériques de base (intégrées au sein de dispositifs plus importants d’éducation permanente), les formations à destination de personnes qui utilisent déjà les TIC.
Au niveau des objectifs de ces dispositifs de formation, on constate deux grandes finalités : une finalité orientée vers le marché du travail. On y retrouve les formations dites qualifiantes, d’initiation et de remise à niveau. Dans le but de permettre aux participants de trouver leur place sur le marché du travail. Et une finalité de développement personnel des individus (on y retrouve des formations de tous niveaux. Pas de finalité professionnelle directe). Les TIC sont avant tout un moyen de rentrer en contact avec la société, de s’y intégrer.
Le vrai défi des formations aux TIC porte surtout sur l’acquisition de compétences structurelles et stratégiques.

#### Compétences
Il n’existe pas de définitions précises du terme « compétences », ainsi que de son champ d’application ; les différents auteurs l’interprétant différemment.
Ainsi, pour Martin et Grudziecki, une compétence se définit comme étant : « une combinaison de compétences, de savoirs, d’aptitudes et d’attitudes, et inclut les dispositions d’apprentissage du savoir-faire ». Selon eux, il existe 13 compétences dans la littératie digitale (l’énonciation, l’identification, l’accession, l’évaluation, l’interprétation, l’organisation, l’intégration, l’analyse, la synthèse, la création, la communication, la dissémination et la réflexion).
Pour Ferrari, il faut distinguer 5 aires des compétences digitales, comprenant chacune des compétences précises. Il y en a 21 au total. Les 5 aires et leurs compétences se regroupent comme suit :
1. L'aire de l'information c'est parcourir, rechercher et filtrer des informations. Évaluer l’information, les stocker et les récupérer.
2. L’aire de la communication c'est interagir à travers les technologies, partager des informations et du contenu, s’engager dans la citoyenneté en ligne, collaborer via les canaux numériques et la gestion de l’identité numérique.
3. L’aire de la création de contenu c'est développer du contenu, intégrer et re-élaborer, les copyrights et licences et programmer.
4. L'aire de la sécurité c'est protéger des dispositifs, des datas personnelles, la santé et l’environnement.
5. L’aire de la résolution de problèmes c'est résoudre des problèmes techniques, identifier les besoins et les réponses technologiques, innover et utiliser créativement les technologies et identifier les lacunes en compétences digitales[42].

Pour Brotcome et Valenduc, maîtriser l’information numérique demande des compétences spécifiques, telles que pouvoir évoluer dans un monde conceptuel complexe, trier et synthétiser les informations. Ces compétences se sont vues nommées comme « nouvelle culture numérique » ou « alphabétisation numérique (digital literacy) ».
Il existe trois types de compétences :
- Les compétences instrumentales qui sont la manipulation du matériel et des logiciels, autrement dit le savoir-faire de base. ECDL= programme de formation et de sensibilisation aux TIC.
- Les compétences structurelles ou informationnelles qui concernent la façon de rentrer dans du contenu en ligne. Ces compétences prennent de l’importance depuis ces derniers temps à la suite du développement des contenus d’information et des services en ligne.
  - Les compétences informationnelles formelles qui sont relatives au format. La capacité à comprendre la structure et la construction du numérique derrière la façade que nous voyons.
  - Les compétences informationnelles substantielles qui sont relatives au contenu de l’information. Savoir comment chercher l’information en ligne.
- Les compétences stratégiques, savoir manipuler l’information de manière proactive. Elles requièrent des comportements orientés vers un but. Les médias écrits et audiovisuels incitent déjà à savoir maîtriser ces compétences. Mais les médias interactifs en ligne ont démontré l’importance et l’urgence de savoir les maîtriser actuellement[44].

Les trois compétences ci-dessus sont hiérarchiques. Les compétences stratégiques nécessitent la connaissance des deux autres qui lui sont donc inférieurs.
Le plan éducatif et culturel joue un rôle dans l’accès aux TIC. La prédominance de l’anglais reste un facteur d’exclusion par exemple. Les ressources en temps, les ressources sociales et les ressources culturelles soient des facteurs distribués de manière illégale dans la population. Ce qui freine cet apprentissage.

#### Processus dynamique
La « fracture numérique » doit être considérée comme étant un processus social plutôt que comme un état. Les inégalités numériques sont à considérer dans une perspective dynamique. Tout usager est susceptible de « perdre » son niveau de maîtrise des TIC. Il est donc impératif de se mettre à jour continuellement et régulièrement. L’évolution des TIC est constante et donc les compétences sociotechniques qui s’y rapportent sont en constante mutation également.

### Initiative européenne
Le DigEuLit Project est un projet lancé par l’Union Européenne, dont le but est de développer une structure commune européenne pour le développement de la littératie digitale. Cette dernière est définie, dans le DigEuLit Project, comme étant la conscience, l’attitude et la capacité qu’ont des individus à utiliser de manière appropriée les outils numériques. Elle permet une facilité pour identifier, accéder, diriger, intégrer, évaluer, analyser et synthétiser des ressources digitales, construire des nouvelles connaissances, créer des médias d’expression et communiquer avec les autres – dans les situations de tous les jours – afin de permettre des actions sociales constructives.
Le DigEutLit Project a pour but de proposer une structure et des outils pour faciliter le développement éducationnel européen, ainsi que de proposer une compréhension commune (des éducateurs, formateurs et étudiants) de ce qu’est la littératie digitale, et l’introduire dans l’éducation européenne, tant pour le développement scolaire que personnel.
Subséquemment, le DigEuLitProject propose un modèle (le modèle des 3 interfaces), qui a pour but d’améliorer les compétences de littératie digitale d’un apprenant. Ce modèle a été mis en application à l’Université de Glasgow. Son but était de proposer un nouveau modèle éducationnel afin d’améliorer les techniques d’enseignants.
Le DigEuLit Project propose  trois niveaux du développement de la littératie digitale : 
1. Compétence digitale (concepts, approches, skills): s’expriment lorsque dans un contexte spécifique, chaque individu va mobiliser ses compétences digitales – formées en fonction de sa vie et de ses expériences, pour répondre à ce contexte spécifique le mieux possible.
2. Utilisation digitale (application professionnelle des compétences): se développe quand les usages numériques emmêlent les compréhensions et les actions d’une même  community of practice, – grâce à leurs apprentissages quotidiens. La communauté est donc amenée à évoluer, et devient une community of learning.
3. Transformation digitale (innovation/créativité) : est atteinte lorsque les utilisations digitales développées permettent de l’innovation et de la créativité, et lorsqu’elles stimulent un changement significatif, dans le domaine professionnel ou de la connaissance[50].

Le modèle des 3 interfaces a été mis en application à l’Université de Glasgow. Son but était de proposer un nouveau modèle éducationnel afin d’améliorer les techniques d’enseignants. Le premier modèle d’interface était celui de l’enseignant qui permettait de prévenir ses apprenants sur les compétences digitales nécessaires pour la bonne compréhension et réussite du cours. Le deuxième était celui de l’apprenant qui lui permettait de s’auto-évaluer dans la maîtrise de ses compétences digitales, et ainsi découvrir un possible manque dans certaines compétences. Le modèle d’interface de l’apprenant permettait également de tracer une ligne directrice sur ses envies d’apprentissage, et appréhender ses futures acquisitions. Et finalement, le dernier modèle d'interface est celui de support qui touchait plus à la maintenance du système, ainsi que des prévisions sur les possibles compétences qui vont être nécessaires dans un futur proche.
La complémentarité des trois interfaces doit permettre une progression constante des compétences de l’apprenant, ainsi qu’une anticipation de ses futurs besoins en littératie digitale. La littératie digitale est considérée comme un attribut d’un individu dans un contexte socio-culturel. 

### Influence numérique dans l’enseignement
L’émergence du numérique et des outils technologiques conduisent l’enseignement à se remettre en question.
Selon Jean-Pierre Véran, il faudrait réinventer la forme scolaire pour s’adapter à cette évolution des outils technologiques et faire face à l’apparition de nouvelles compétences essentielles en littératie à l’ère du numérique. L'enseignement devrait aussi intégrer ces outils à ses modes de fonctionnement dans un but de service à l’apprentissage, mais il existe plusieurs freins. 
Les programmes scolaires ne sont toujours pas pensés en termes d’éducation aux médias. Certaines compétences en français par exemple le sont, mais ce n’est pas le cas pour tous les enseignements disciplinaires,. Cela pose donc problème à la mise en place de ce genre de dispositif, notamment aux professeurs soucieux de respecter le programme à la lettre ou non. Cela revient à s’engager à éduquer aux médias seulement sur base de leur bonne volonté. Il faudrait également que cette progression des outils technologiques à l’ère du numérique amène à remettre en question le système scolaire actuel et par exemple mettre en place des outils au service de l’apprentissage, avoir de nouvelles manières de penser , privilégier l’apparition ou l’amélioration de compétences multimodales en littératie, réaliser des études scientifiques de terrain, etc. Cependant, ce n’est pas chose facile, car cela demande énormément de temps et d’investissement pour arriver à optimaliser au mieux l’enseignement afin qu’il corresponde à cette nouvelle société du numérique. Les enseignants doivent changer de posture pour favoriser cette éducation aux médias. Il faudrait qu’ils passent du modèle de « détenteur du Savoir » à celui d'accompagnateur du Savoir des apprentissages connectés, afin d’encadrer de la manière la mieux adaptée  possible les élèves à l’heure du numérique. De plus en plus, la formation des enseignants encourage et prône cette posture d’accompagnateur bienveillant des apprentissages, quels qu’ils soient.
La capacité de résistance au changement de l’enseignement est également un frein notable. Les pratiques d’enseignement où que ce soit sont bien ancrées. Comme pour tout changement, modifier ce qui a déjà été mis en place précédemment demande beaucoup de temps et d’investissement. Par exemple, il faudrait repenser la formation des enseignants, donner des moyens supplémentaires, donner accès à toute une sorte d’outils, etc.

#### Repenser le système scolaire
Le fait de repenser le système scolaire, demande la réalisation d’études parallèles à prendre en compte afin d’amener des pistes d’amélioration. Par exemple, des observations de terrain comme l'a réalisé Martine Pellerin pour l'un de ses articles.
Les compétences numériques s’acquièrent au sein de la classe, dans l’ensemble des cours disciplinaires et non pas dans un cours spécifique aux technologies numériques. Cette notion d’interdisciplinarité est très importante. Les objectifs en termes d’éducation aux médias et à l’information rejoignent en effet les objectifs initiaux du système scolaire fondamental. Cela permet donc de poursuivre l’apprentissage dans tous les enseignements scolaires en y intégrant les compétences numériques essentielles. La littératie numérique couplée aux enseignements fondamentaux est une plus-value au niveau pédagogique. L’usage des technologies numériques permet donc la mise en œuvre de nouvelles possibilités contribuant à l’émergence de multiples modes d’expression, de représentation de la pensée et de multiples modes d’action et d’engagement de la part de l’élève. Ces multiples modes permettent le développement de compétences essentielles en littératie (parler, écrire, lire). En 2017, Martine Pellerin parle des technologies numériques comme d’une mise en œuvre de « possibilités » (tant cognitive, physiques, sensorielles que fonctionnelles). Ces nouvelles possibilités d’apprentissage engendrent une plus grande motivation des apprenants, via un ciblage précis des besoins particuliers de chaque élève. La méthode de Pellerin est basée sur 3 grands principes : fournir de multiples moyens de représentation, fournir des moyens d’action et d’expression nombreux et variés et fournir de nombreux moyens de participation et d’engagement.
Cette progression des outils technologiques à l’ère du numérique amène à remettre en question le système scolaire actuel. Ce n’est toutefois pas chose facile, car cela demande énormément de temps et d’investissement pour arriver à optimaliser au mieux l’enseignement afin qu’il corresponde à cette nouvelle société du numérique.